# Michaił Krasnow (żużlowiec)
Michaił Krasnow, ros. Михаил Краснов (ur. w 1950) – radziecki żużlowiec. 
Wielokrotny finalista indywidualnych mistrzostw Związku Radzieckiego (najlepszy wynik: 1973 – IV miejsce). Czterokrotny medalista drużynowych mistrzostw Związku Radzieckiego: trzykrotnie złoty (1973, 1974, 1976) oraz srebrny (1972). 
Reprezentant ZSRR na arenie międzynarodowej. Finalista indywidualnych mistrzostw świata (Göteborg 1974 – XIV miejsce). Finalista drużynowych mistrzostw świata (Chorzów 1974 – IV miejsce). 